# Festival Internacional de la Cançó de Benidorm
El Festival Internacional de la Cançó de Benidorm, conegut fins a 2003 com a Festival Espanyol de la Cançó de Benidorm, va ser un certamen musical anualment organitzat a la ciutat de Benidorm (Marina Baixa, País Valencià) que va tenir lloc cada estiu entre 1959 i 2006, encara que va faltar a la seva cita en 1979, 1984 i entre 1986 i 1992. Basat en el Festival de la Cançó de San Remo (1951), el Festival va néixer per a promoure Benidorm i la música espanyola.

## Història

### Antecedents
La idea de celebrar un festival de la cançó a l'estil del que s'estava fent a Sanremo va sorgir en una reunió celebrada en 1958 en el quiosc El Tío Quico. Allí es trobaven l'alcalde de la ciutat, Pedro Zaragoza Orts, l'escriptor i periodista Carlos Villacorta, director del gabinet de premsa de la Secretaria General del Movimiento, i el periodista Teodoro Delgado Pomata. El juliol del 1959 es va celebrar la primera edició de l'esdeveniment, organitzada per la Red de Emisoras del Movimiento des del Manila Park de la ciutat.

### 1959-1971
La mecànica del festival durant les primeres edicions (de 1959 a 1971) va consistir a presentar els temes en doble versió, com era habitual en els festivals de la cançó de l'època. El triomf de la cançó «Un telegrama» i el seu apoteòsic èxit a l'Espanya de l'època va garantir la continuïtat del festival a Benidorm, malgrat que algunes ciutats del sud d'Espanya van intentar fer-se amb l'organització del festival. Durant aquesta etapa es van succeir els majors èxits de la història del festival, com «Comunicando», «Tu loca juventud», «La vida sigue igual» i «Amor amargo». A més va comptar amb la participació d'emergents figures de la cançó lleugera espanyola, com Dúo Dinámico, Raphael, Bruno Lomas, Joe y Luis, Michel, Los Gritos o Julio Iglesias. I encara que no va ser la seva catapulta cap a l'èxit, durant aquests anys es van presentar artistes com Karina, Víctor Manuel o Manolo Otero. A més, també va participar Rosa Morena, qui ja gaudia d'èxit a l'estranger abans de la seva consagració a Espanya.

### 1972-1985
L'etapa que es va desenvolupar entre 1972 i 1985 va marcar un cert declivi del festival. La premsa repetia any a any que la qualitat de les cançons anava en descens i de fet durant aquests anys el festival només va llançar l'èxit «Soledad», d'Emilio José i va premiar solistes com Eduardo Rodrigo, Mochi, Juan Camacho o Dyango. Malgrat la sonoritat dels seus noms, el festival de Benidorm no els va servir per a consagrar-se, com tampoc els va servir a Betty Missiego, José Vélez o Tino Casal, que van haver d'esperar a altres oportunitats per a llançar les seves respectives carreres. El triomf d'una cançó composta per El Lute va fer perdre credibilitat al festival i posteriorment la no celebració de les edicions de 1979 i 1984 va portar a celebrar a la desesperada una edició en 1985 que va buscar un públic més jove, convidant a participar en grups joves, però no van tenir repercussió.

### 1993-2006
Després d'una pausa de set anys consecutius, en 1993 es va tornar a celebrar començant la tercera i última etapa del concurs. En aquest primer any es van diferenciar dues categories, la final de pop-rock i la de cançó lleugera, però a partir de 1994 es va tornar a l'antiga fórmula de premiar una sola cançó. L'esdeveniment es va convertir en internacional a partir de 2004 i va deixar de celebrar-se després de la seva 39a edició per l'escàs interès del públic i els mitjans de comunicació. Durant aquestes 14 edicions, la repercussió mediàtica del festival va ser nul·la, malgrat premiar amb la Sirenita de Oro a Alazán i La Década Prodigiosa o als autors Pablo Motos i Rosana Arbelo. Altres artistes rellevants del panorama musical espanyol que es van presentar en aquesta etapa van ser Paco Arrojo, Pasión Vega, Luis Livingstone i Inma Serrano.

## Transmissions televisives
El festival s'acostumava retransmetre per TVE, encara que durant els anys 1960 i 1970 no es va emetre íntegre perquè era un espectacle més pensat per al públic congregat a Benidorm que com a programa de televisió. Les edicions de 1993 a 1996 van ser retransmeses per Telecinco i a partir de 1997 la retransmissió va tornar a ser per TVE i pel canal autonòmic Canal 9. L'edició de 2006, l'última de la seva història, no va tenir cobertura televisiva nacional, ja que TVE es va desvincular del projecte i només va ser emesa per Canal 9.
A poc a poc des de 2008 es considera extraoficialment (mentre no reaparegui de nou aquest festival) a Low Cost Festival Benidorm (Benidorm) (celebrat a la ciutat esportiva Guillermo Amor, aquest festival se celebra l'última setmana de juliol i té una durada de 3 dies (divendres, dissabte i diumenge), durant els quals bandes de indie, rock i pop nacionals i internacionals desfilaran per al delit dels assistents) com el festival de la cançó continuador de Festival Internacional de la Cançó de Benidorm.

## Guanyadors del Festival
En les seves últimes edicions, el guanyador del primer premi rebia la Sirenita de Oro i 36.000 € per a produir un disc. Els guanyadors del segon i tercer premi rebien la Sirenita de Plata i la Sirenita de Bronze, respectivament.
| Any (edició) | Cançó                           | Intèrprets                                  | Autors                                      | Presentadors                                                  |
| ------------ | ------------------------------- | ------------------------------------------- | ------------------------------------------- | ------------------------------------------------------------- |
| 1959 (1a)    | «Un telegrama»                  | Monna Bell · Juanito Segarra                | Gregorio i Alfredo García Segura            | Bobby Deglané                                                 |
| 1960 (2a)    | «Comunicando»                   | Arturo Millán                               | Luis Palomar Manuel López-Quiroga           | Antolín García                                                |
| 1961 (3a)    | «Enamorada»                     | José Francis                                | Rafael de León Augusto Algueró              |                                                               |
| 1962 (4a)    | «Llevan»                        | Raphael · Margarita Cantero                 | Ángel Martínez Llorente Armando Reguero     |                                                               |
| 1963 (5a)    | «La hora»                       | Alberto Pestaña · Rosalía                   | Mario Sellés Miguel Portolés                | Ángel de Andrés                                               |
| 1964 (6a)    | «Eternidad»                     | José Casas · Irán Eory                      | Juan Hernando                               | Tony Leblanc                                                  |
| 1965 (7a)    | «Tu loca juventud»              | Federico Cabo · Laura                       | Tomás de la Huerta José Luis Navarro        | Ángel de Andrés                                               |
| 1966 (8a)    | «Nocturno»                      | Alicia Granados · Santy                     | Jorge Domingo                               | Jesús Álvarez                                                 |
| 1967 (9a)    | «Entre los dos»                 | Tony Dallara · Bettina                      | Alfredo Doménech                            | Joaquín Soler Serrano                                         |
| 1968 (10a)   | «La vida sigue igual»           | Julio Iglesias · Los Gritos                 | Julio Iglesias                              | Antolín García                                                |
| 1969 (11a)   | «Ese día llegará»               | Mirla Castellanos · Koldo y Los Impactos    | Manuel Alejandro                            | Marisol González Antolín García                               |
| 1970 (12a)   | «Tus manos»                     | Donna Hightower · Joe y Luis                | José Luis García Gutiérrez                  | Conchita Bautista Luis del Olmo                               |
| 1971 (13a)   | «Mi rincón»                     | Roxana · Ely Forcada                        | Mario Sellés Miguel Portolés                | Marisol González Antolín García                               |
| 1972 (14a)   | «A María yo encontré»           | Eduardo Rodrigo                             | Eduardo Rodrigo                             | Conchita Velasco                                              |
| 1973 (15a)   | «Soledad»                       | Emilio José                                 | José Emilio López Delgado                   | Conchita Velasco                                              |
| 1974 (16a)   | «Un camino hacia el amor»       | Juan Erasmo Mochi                           | Juan Erasmo Mochi                           | Fiorella Faltoyano                                            |
| 1975 (17a)   | «A ti, mujer»                   | Juan Camacho                                | Juan Pardo Juan Camacho                     | José María Íñigo                                              |
| 1976 (18a)   | «Si yo fuera él»                | Dyango                                      | Dyango                                      | Teresa Gimpera                                                |
| 1977 (19a)   | «Aléjate»                       | Alfonso Pahino                              | Manuel de la Calva Ramón Arcusa Jesús Gluck | Mònica Randall Lola Martínez Tony Guerrero                    |
| 1978 (20a)   | «Toro negro»                    | Yunque                                      | Manuel Azuaga Alfonso Bueno Avilés          | Nydia Caro Tony Guerrero Jesús Villarino                      |
| 1979         | [ n 1 ]                         | [ n 1 ]                                     | [ n 1 ]                                     | [ n 1 ]                                                       |
| 1980 (21a)   | «Quisiera»                      | Jerónimo                                    | Eleuterio Sánchez Jerónimo                  | Mayra Gómez Kemp Tony Guerrero                                |
| 1981 (22a)   | «Y te quiero»                   | José Umbral                                 | Juan L. Angulo Luis Fierro                  | Mari Cruz Soriano Diego Gómez                                 |
| 1982 (23a)   | «Yo pienso en ti»               | Fernando Ubiergo                            | Fernando Ubiergo                            | Marisa Medina Lola Martínez Mateo Fortuny Juan Antonio Jericó |
| 1983 (24a)   | [ n 2 ]                         | [ n 2 ]                                     | [ n 2 ]                                     | Carlos Tena                                                   |
| 1984         | [ n 1 ]                         | [ n 1 ]                                     | [ n 1 ]                                     | [ n 1 ]                                                       |
| 1985 (25a)   | «Portero de noche»              | Círculo Vicioso                             |                                             | Pastora Vega                                                  |
| 1986-1992    | [ n 1 ]                         | [ n 1 ]                                     | [ n 1 ]                                     | [ n 1 ]                                                       |
| 1993 (26a)   | «Tierra de amor» «Sabed amigos» | El Desierto que Viene · Romero y sus amigos | El Desierto que Viene Pablo Motos           | Beatriz Rico Kike Supermix Jesús Puente                       |
| 1994 (27a)   | «Fuego y miel»                  | Esmeralda Grao                              | Rosana Arbelo                               | Pedro Rollán Victoria Vera                                    |
| 1995 (28a)   | «Sólo amor»                     | Tábata Ley                                  | José Manuel Molés                           | Pedro Rollán Jacqueline de la Vega                            |
| 1996 (29a)   | «Y no puedo más»                | Malizzia & Malizzia                         | Manuel Pruaño María José Montaño            | Pedro Rollán Elsa Anka Verónica Mengod Julio Sabala           |
| 1997 (30a)   | «Soledad (no es estar solo)»    | Diego Daniel                                | Juan J. Reyes Santsella                     | Pedro Rollán Ana Obregón                                      |
| 1998 (31a)   | «Seguramente»                   | Enrique Casellas                            | Enrique Casellas                            | Pedro Rollán Ana Obregón                                      |
| 1999 (32a)   | «De manera espontánea»          | Quinta Esencia                              | Félix Pizarro Alberto Estébanez             | Núria Roca Carlos Lozano                                      |
| 2000 (33a)   | «Alcanzarás la luna»            | Alazán                                      | José Antonio Granados                       | Norma Duval Carlos Lozano                                     |
| 2001 (34a)   | «Mi razón de vivir»             | Carlos Fénix                                | Carlos Fénix Alejandro de Pinedo            | Verónica Mengod Carlos Lozano                                 |
| 2002 (35a)   | «Vida»                          | Marta Solís                                 | Marta Solís Lorenzo Suárez                  | Jennifer Rope Sergio Dalma                                    |
| 2003 (36a)   | «Enséñame»                      | Carlos Barroso                              | J. Sempere García                           | Jennifer Rope Jorge Cadaval                                   |
| 2004 (37a)   | «Sweet lady»                    | Guy Swimmer                                 | Guy Swimmer                                 | Marta Sánchez Jorge Cadaval                                   |
| 2005 (38a)   | «Maldito corazón»               | Coral Segovia                               | David Santisteban Marco Dettoni             | Sylvia Pantoja Miguel Ángel Tobías                            |
| 2006 (39a)   | «A ti»                          | La Década Prodigiosa                        | Santi y David Villar                        | Maribel Vilaplana Carles Chova Blanca Benlloch                |